# Els Castells (Rivert)
Els Castells és un indret del terme municipal de Conca de Dalt, a l'antic terme de Toralla i Serradell, en territori del poble de Rivert.
Està situat a prop i al nord-oest de Rivert, a l'extrem sud-oriental del Serrat de la Rebollera. Queda al sud del Serrat dels Cinccamps, a ponent de Pui Redon. És a la dreta del Torrent de Vall.